# LT-38戰車

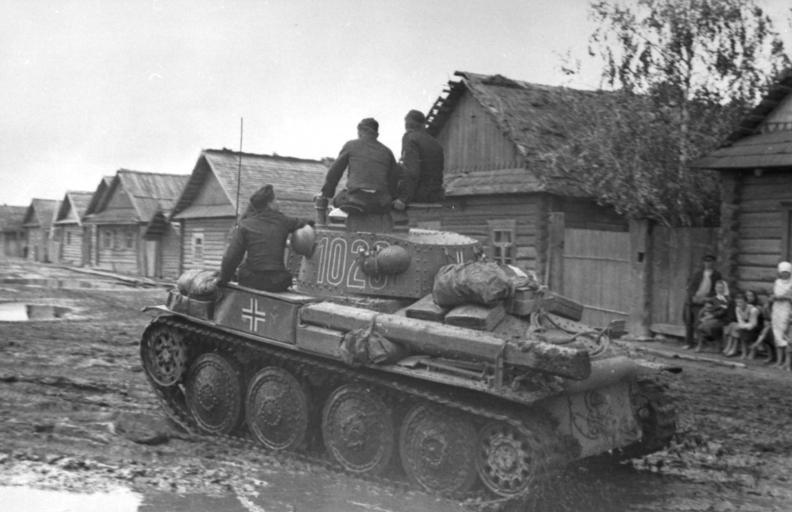
1941年6月、蘇聯 Panzer 38(t)

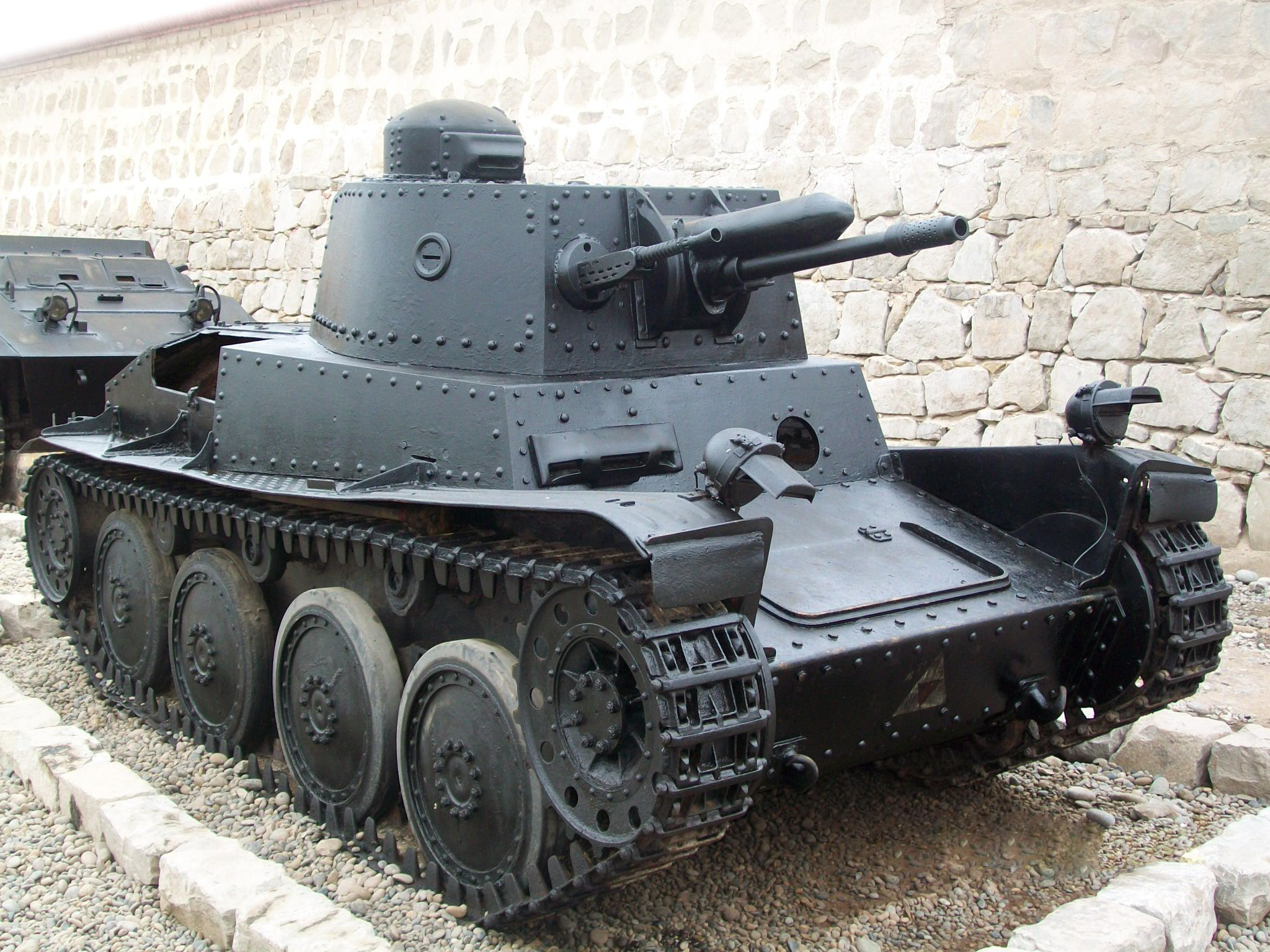
現今保存的LT38

LT-38是捷克斯洛伐克斯柯达廠製造的輕型戰車，德軍編號Sd.Kfz140 Pz.38(t)，由著名的斯科達（Skoda）兵工廠所製造，於1938年末起服役於捷軍，1939年3月德國併吞捷克之後，鑑於此車設計優良，遂以Pz.38(t)的名號繼續使用，一直到大戰後期都還能看到此車的變種繼續為德國在各地奮戰。

## 歷史
1937年10月，捷克軍方提出一款新式輕戰車的需求，隨后選中了TNHS，再經由斯科達廠稍加改良之後，於1938年元月推出了LTvz.38，並於7月獲得捷克軍方的150輛訂單。
但隨著捷德因為蘇台德區問題及隨後的慕尼黑會議造成的緊張局勢，捷克軍方除了動員備戰，也向斯科達廠催促儘快生產。1938年歲末，20輛先導生產車即進入捷克裝甲部隊服役。
1939年3月16日，德國併吞捷克，LTvz.38也就跟著被德軍接收，由於其性能與初期型的PZ. III三號戰車旗鼓相當，加上性能優秀，結構簡單又耐用，因此德軍乃將其配屬於第七、第八裝甲師，並且命斯科達廠繼續生產，同時改編號為PZ.38(t)。

## 流行文化
- 《坦克世界》

白俄罗斯的战游网公司开发的游戏坦克世界里面出现了纳粹德国的“Pz.Kpfw.38(t)n.A.”、“Pz.Kpfw.38(t)”、“38(t)驅逐戰車”等戰車。
- 《少女與戰車》

烏龜隊（學生會隊伍）所搭乘的車輛登場，後期比賽改造為38(t)其延伸型追獵者式。
- 《戰爭雷霆》

游戏中出现了38(t)轻型坦克A型和F型和追獵者驅逐戰車。
- 《英雄與將軍》

德軍裝甲兵第一輛擁有主砲的坦克，型號是E型
- 《戰地風雲5》

遊戲中德國陣營可以選擇T-38輕型戰車，作為戰場上操作之載具。

## 變種
PZ.38(t)共生產了1411輛，其中最終型的G型就有325輛，正面裝甲更加厚到50毫米，儘管在1942年以後，此車就已經是落伍的車種，但德軍的二線單位仍大量使用，甚至到了戰爭後期還以各式變種車款繼續活躍（主要在東戰線），共計有以下變種。

### 三號貂式坦克殲擊車

#### H/M型
- 搭載PAK40 L/46 75毫米戰防炮

#### G型
- 搭載於紅軍處繳獲的ZiS-3（PAK36(r)）L/51 76.2毫米戰防炮

### Jagd.pz.38 (t)追獵者驅逐戰車（Hetzer）
- 使用LT-38底盤，搭載7.5 cm PaK 39 L/48反坦克主砲或者火焰噴射器

### Flakpanzer 38 防空戰車
- 搭載FlaK 38  20毫米防空炮

### Aufklärer 38(t) 偵察戰車
- 搭載Kwk 38 20毫米機炮 或 Kwk 40 75毫米戰防炮

### 蟋蟀式自走砲
- 搭載150mm sIG33步兵炮

### Pz.Kpfw. 38 (t) n.A.
- 自 1940 年七月由 BMM 公司以 PzKpfw 38 (t) 的底盤所研發的新式輕型偵察戰車。該車輛使用焊接技術取代了鉚接。新式引擎與改良型傳動裝置使得最高速度可達 64 公里/時。因軍方偏好 二號戰車L型(VK 1303 Luchs(山貓))而被中止研發。製造了五輛原型車。

### T-15
Skoda公司提出的38(t)改良型，以偵查戰車為目的在1941-43年間進行開發的車款。但是設計上比1942年時提出的Panzer II Ausf. L "Luchs(山貓)"明顯落後，未能被德軍所採用。最後只生產了五輛原型車。

### LTP
- 出口到秘魯的型號。

### Strv M41
1939年捷克授權瑞典後所生產的38t。

### Pbv301
瑞典基於Strv M41底盤改裝的步兵戰車。

## 用戶國
- 納粹德國
- 苏联
- 捷克斯洛伐克→ 斯洛伐克國(原產國)
- 秘魯
- 瑞典
- 瑞士
- 伊朗帝國

## 外部連結
- WWII Vehicles （页面存档备份，存于）